# It’s a Love Thing
«It’s a Love Thing» — сингл в стиле кантри, записанный австралийским исполнителем кантри-музыки Китом Урбаном. Он входит в его первый американский одноимённый альбом, который был выпущен в 1999 году.

## Позиции в чартах
Песня «It’s a Love Thing» дебютировала на 73 месте в хит-параде Hot Country Songs журнала Billboard с 28 августа 1999 года в течение недели, и достигла максимального 18 места в 2000 году. Эта композиция Кита единственная не вошедшая на сегодняшний день в Billboard Hot 100, не попавшая в первую десятку «Hot Country Singles & Tracks», и, таким образом, была с самым низким рейтингом в его карьере.
| Чарт (1999—2000)                      | Наивысшая позиция |
| ------------------------------------- | ----------------- |
| U.S. Billboard Hot Country Songs      | 18                |
| U.S. Billboard Bubbling Under Hot 100 | 5                 |
| Canadian RPM Country Tracks           | 25                |